# Austrochrysa leucoptera
Austrochrysa leucoptera är en insektsart som först beskrevs av Peter Esben-Petersen 1926. 
Austrochrysa leucoptera ingår i släktet Austrochrysa och familjen guldögonsländor. Inga underarter finns listade i Catalogue of Life.